# David Fairchild
David Grandison Fairchild (Michigan, 7 de abril de 1869 — 6 de agosto de 1954) foi um explorador e botânico norteamericano.
Fairchild foi responsável pela entrada de mais de 20.000 plantas exóticas nos Estados Unidos. Entre elas: alfafa, nectarinas, tâmaras, raiz-forte, bambus, cerejeira e outras.